# Línea 1 (Urbanos de Alcalá de Henares)
La línea 1 de la red de autobuses urbanos de Alcalá de Henares unía entre sí los barrios del Pilar y Campo del Ángel.

## Características
Fue la primera línea de transporte urbano local de la ciudad. Se inauguró en 1979, y en un principio comenzaba en el barrio de Belén. Con el incremento de población y la creación del Ensanche, se modificó y amplió el recorrido, posteriormente se modificó el punto el inicio, para conectar el centro comercial del Corte Inglés con el centro de la ciudad.
Fue suprimida en febrero de 2019, tras la creación de las nuevas líneas circulares 1A y 1B.

### Frecuencias
| de lunes a viernes laborables    |           |
| de 7:00 a 22:45 de 23:00 a 24:00 | 11-15 min |
| sábados laborables               |           |
| de 7:00 a 9:35 de 9:46 a 24:00   | 10-11 min |
| de 22:45 a 24:00                 | 15 min    |
| domingos y festivos              |           |
| de 7:30 a 10:00                  | 17 min    |
| de 10:00 a 23:30                 | 17 min    |

## Recorrido y paradas

### Sentido Campo del Ángel
| Código de Parada | Parada                                            | Conexión con otras líneas |
| ---------------- | ------------------------------------------------- | ------------------------- |
| 364              | AVENIDA JUAN CARLOS I-CENTRO COMERCIAL            | 11                        |
| 363              | AVENIDA CARLOS III-GLORIETA FELIPE IV             |                           |
| 264              | AVENIDA DE MADRID-POLIDEPORTIVO                   |                           |
| 151              | ALFONSO DE ALCALÁ-INSTITUTO                       | 6                         |
| 152              | CAMINO DEL JUNCAL-AVENIDA NUESTRA SEÑORA DE BELÉN | 6                         |
| 146              | AVENIDA NUESTRA SEÑORA DE BELÉN-COLEGIO           | 6                         |
| 145              | AVENIDA REYES CATÓLICOS-VIVERO DE ALCALÁ          | 6                         |
| 142              | AVENIDA REYES CATÓLICOS-SANTA TERESA              | 6                         |
| 141              | AVENIDA REYES CATÓLICOS-CRISTÓBAL COLÓN           | 6                         |
| 137              | AVENIDA REYES CATÓLICOS-GRAN CAPITÁN              |                           |
| 134              | PASEO DE LOS CURAS-IGLESIA                        |                           |
| 416              | PLAZA PUERTA DEL VADO-PASEO DE LAS MORERAS        |                           |
| 128              | RONDA DE LA PESCADERÍA-RÍO TORMES                 |                           |
| 129              | SAN JULIÁN-CARMEN DESCALZO                        | 4 6 7                     |
| 301              | PLAZA RODRÍGUEZ MARÍN-AYUNTAMIENTO                | 6 7                       |
| 302              | LIBREROS-BEATAS                                   | 2 3 6 7                   |
| 169              | AVENIDA DE GUADALAJARA-DIVINO VALLÉS              | 3                         |
| 189              | AVENIDA CABALLERÍA ESPAÑOLA-ARIAS MONTANO         | 3 5 8 10                  |
| 193              | FERRAZ-GOYA                                       | 8                         |
| 103              | TORRELAGUNA-PARROQUIA                             | 8                         |
| 109              | TORRELAGUNA-CLAVILEÑO                             | 8                         |
| 108              | TORRELAGUNA-SANTA BÁRBARA                         | 8                         |
| 107              | SAN JUAN DEL VISO-SAN IGNACIO DE LOYOLA           | 8                         |
| 106              | ALALPARDO-CLUB DEL JUBILADO                       | 8                         |
| 105              | ALALPARDO-CONSERVATORIO                           | 8                         |
| 277              | AVENIDA DE LOS JESUITAS-PADRE LLANOS              |                           |
| 278              | AVENIDA MIGUEL DE UNAMUNO-VILCHES                 | 10                        |
| 279              | AVENIDA MIGUEL DE UNAMUNO-PLAZA DE LA PAZ         | 10                        |
| 280              | BELVIS DE JARAMA-COLEGIO                          |                           |

### Sentido Barrio del Pilar
| Código de Parada | Parada                                          | Conexión con otras líneas |
| ---------------- | ----------------------------------------------- | ------------------------- |
| 280              | BELVIS DE JARAMA-COLEGIO                        |                           |
| 281              | AVENIDA DE LA ALCARRIA-BELVIS DE JARAMA         | 10                        |
| 282              | VALDETORRES-TORREJÓN DE ARDOZ                   |                           |
| 346              | EDUARDO PASCUAL Y CUÉLLAR-CENTRO DE JUBILADOS   |                           |
| 347              | LEÓN MARCHANTE-ZULEMA                           | 8                         |
| 102              | CÁNOVAS DEL CASTILLO-PLAZA DE LA CONSTITUCIÓN   | 7 8 9                     |
| 101              | CÁNOVAS DEL CASTILLO-SAGASTA                    | 7 8 9                     |
| 192              | FERRAZ-VELÁZQUEZ                                | 2 5 8 10                  |
| 188              | AVENIDA CABALLERÍA ESPAÑOLA-ARIAS MOTANO        | 3 5 8 10                  |
| 175              | AVENIDA DE GUADALAJARA-BRIHUEGA                 | 3 6                       |
| 192              | LIBREROS-PARROQUIA                              | 2 3 6 7                   |
| 300              | PZA.RODRÍGUEZ MARÍN-AYUNTAMIENTO                | 4 6 7                     |
| 123              | SANTO TOMÁS DE AQUINO-RIO TAJUÑA                | 4 6 7                     |
| 240              | RONDA HENARES-SAN MARCOS                        | 4 6 7                     |
| 121              | RONDA FISCAL-Pº MORERAS                         | 4 6 7                     |
| 433              | PLAZA PUERTA DEL VADO-PASEO DE LOS CURAS        |                           |
| 135              | PASEO DE LOS CURAS-JUZGADOS                     |                           |
| 136              | AVENIDA REYES CATÓLICOS-SÁNDALO                 |                           |
| 140              | AVENIDA REYES CATÓLICOS-SAN FRUCTUOSO           | 6                         |
| 143              | AVENIDA REYES CATÓLICOS-ALEGRÍA                 | 6                         |
| 144              | AVENIDA REYES CATÓLICOS-HERNÁN CORTÉS           | 6                         |
| 147              | AVENIDA NUESTRA SEÑORA DE BELÉN-COLEGIO         | 6                         |
| 434              | AVENIDA NUESTRA SEÑORA DE BELÉN-NÚÑEZ DE GUZMÁN | 6                         |
| 435              | AVENIDA NUESTRA SEÑORA DE BELÉN-DIEGO DE ALCALÁ | 6                         |
| 361              | AVENIDA DE MADRID-POLIDEPORTIVO                 |                           |
| 362              | AVENIDA CARLOS III-GLORIETA FELIPE IV           |                           |
| 364              | AVENIDA JUAN CARLOS I-CENTRO COMERCIAL          | 11                        |